# Dryadaula
Dryadaula is een geslacht van vlinders van de familie Dryadaulidae. De wetenschappelijke naam van dit geslacht is voor het eerst voorgesteld door Edward Meyrick in een publicatie uit 1893.

## Soorten
- D. acrodisca (Meyrick, 1917)
- D. advena (Zimmerman, 1978)
- D. amentata (Meyrick, 1919)
- D. anthracorma Meyrick, 1915
- D. auriformis Yang & Li, 2021
- D. boviceps (Walsingham, 1914)
- D. brontoctypa (Meyrick, 1880)
- D. castanea Philpott, 1915
- D. catorthota (Meyrick, 1917)
- D. caucasica (Zagulajev, 1970)
- D. discatella (Walker, 1864)
- D. epischista (Meyrick, 1936)
- D. epixantha (Turner, 1923)
- D. flavostriata Yang & Li, 2021
- D. germana (Walsingham, 1914)
- D. glycinocoma (Meyrick, 1932)
- D. glycinopa Meyrick, 1893
- D. heindeli Gaedike & Scholz, 1998 - boszwammot[4]
- D. hellenica (Gaedike, 1988)
- D. hirtiglobosa Yang & Li, 2021
- D. irinae (Savenkov, 1989)
- D. isodisca (Meyrick, 1917)
- D. koreana Roh & Byun, 2020[5]
- D. marmoreipennis (Walsingham, 1897)
- D. melanorma (Meyrick, 1893)
- D. mesosticha (Turner, 1923)
- D. metrodoxa (Meyrick, 1919)
- D. minuta Gaedike, 2007
- D. multifurcata Gaedike, 2000[1]
- D. murenula (Meyrick, 1924)
- D. myrrhina Meyrick, 1905
- D. napaea Meyrick, 1905
- D. nedae Gaedike, 1983
- D. orientalis Park & Yagi, 2024[6]
- D. pactolia Meyrick, 1902
- D. panscia (Meyrick, 1917)
- D. placens (Meyrick, 1920)
- D. poecilta (Walsingham, 1914)
- D. rhombifera (Meyrick, 1917)
- D. securiformis Yang & Li, 2021
- D. selenophanes (Meyrick, 1880)
- D. sublimis (Meyrick, 1917)
- D. terpsichorella (Busck, 1910)
- D. trapezoides (Meyrick, 1935)[1]
- D. tripudians (Meyrick, 1924)
- D. ussurica Gaedike, 2000[1]
- D. visaliella (Chambers, 1873)
- D. zinica (Zagulajev, 1970)
- D. zygodes (Meyrick, 1918)
- D. zygoterma (Meyrick, 1917)